# Dumb Money
Dumb Money is een Amerikaanse biografische film uit 2023, geregisseerd door Craig Gillespie en geschreven door Lauren Schuker Blum en Rebecca Angelo. De film is gebaseerd op het non-fictieboek The Antisocial Network van Ben Mezrich uit 2021, over de short squeeze van de aandelen van de Amerikaanse retailer van computerspellen GameStop.

## Verhaal
Keith Gill is een man uit de lagere middenklasse uit Brockton (Massachusetts) die werkt als financieel analist. Tijdens zijn vrije tijd bezoekt hij regelmatig de subreddit-website r/WallStreetBets op de aandelenmarkt, waar hij zijn mening daarover publiceert via livestreams op YouTube onder de naam Roaring Kitty. In juni 2020, op het hoogtepunt van de coronapandemie, merkt Keith dat de aandelen van videogamewinkel GameStop dalen en hij besteedt zijn spaargeld aan het kopen van hun aandelen, waarbij hij regelmatig live updates met zijn kijkers streamt. 
Ondanks dat zijn broer Kevin en verschillende collega's beweren dat dit tijdverspilling is, blijkt uit activiteit op r/WallStreetBets dat in januari 2021 verschillende hedgefondsbeleggingsfirma's, waaronder Melvin Capital Management en zijn oprichter Gabe Plotkin, short zijn gegaan op het verkopen van aandelen in de keten op de Amerikaanse markt, ervan uitgaande dat het zou sluiten. Wanneer online aandelenkopers agressief aandelen beginnen te kopen, verliezen Plotkin en andere investerings-CEO's honderden miljoenen en Keith wordt geprezen als financiële goeroe.
De zaken veranderen wanneer r/WallStreetBets tijdelijk wordt gesloten vanwege 'opruiende en vulgaire inhoud', wat een massale golf van paniekverkopen in de aandelen van Gamestop veroorzaakt in een poging een waargenomen prijsdaling te verslaan. Wanneer de aandelenhandelswebsite Robinhood het geld voor de verkopen niet voldoende kan betalen, stopt medevoorzitter Vlad Tenev, in opdracht van Citadel LLC-eigenaar Ken Griffin, alle aankoop van GameStop-aandelen in een poging de prijs te verlagen. 
Het werkt uiteindelijk, maar dan volgt een onderzoek door het United States House Committee on Financial Services, waarbij Tenev, Griffin, Plotkin en Keith allemaal worden gedagvaard, de eerste drie voor hun rol in het fiasco en de laatste voor het vermoeden dat hij de situatie zou gebruikt hebben om het publiek te misleiden om zichzelf rijk te maken. Terwijl de investeerders moeite hebben om hun acties te verdedigen, ontkent Keith onvermurwbaar elk wangedrag en stelt dat hij alleen deed wat iedereen met een voorbijgaande kennis van investment banking in die situatie zou doen.

## Rolverdeling
| Acteur            | Personage          |
| ----------------- | ------------------ |
| Paul Dano         | Keith Gill         |
| Pete Davidson     | Kevin Gill         |
| Vincent D'Onofrio | Steve Cohen        |
| America Ferrera   | Jennifer Campbell  |
| Nick Offerman     | Kenneth C. Griffin |
| Anthony Ramos     | Marcos             |
| Sebastian Stan    | Vlad Tenev         |
| Shailene Woodley  | Caroline Gill      |
| Seth Rogen        | Gabe Plotkin       |
| Myha'la           | Riri               |

## Productie
In januari 2021 werd aangekondigd dat Metro-Goldwyn-Mayer Pictures (MGM) de rechten had gekocht op een boek The Antisocial Network van Ben Mezrich over de toen recente GameStop short squeeze, met producenten Aaron Ryder en Michael De Luca, die ook The Social Network (2010) produceerde, de verfilming van Mezrich' boek The Accidental Billionaires. In mei 2021 werd aangekondigd dat Lauren Schuker Blum en Rebecca Angelo het scenario zouden schrijven. In april 2022 tekende Craig Gillespie als regisseur, met de bedoeling dat de opnames later dat jaar, rond de zomer of herfst, zouden beginnen. In september 2022 werd aangekondigd dat de film de titel Dumb Money kreeg, en de productie zou in oktober beginnen, waarbij De Luca en MGM zich terugtrokken. In oktober 2022 kocht Sony Pictures de distributierechten voor de film voor US$ 20 miljoen.
In september 2022 werden Paul Dano, Seth Rogen, Sebastian Stan en Pete Davidson bevestigd voor de hoofdrollen. Rogen en Stan werkten eerder samen met Gillespie aan de miniserie Pam & Tommy (2022) en Stan speelde ook in Gillespies film I, Tonya (2017).

### Release en ontvangst
Dumb Money ging op 8 september 2023 in première op het Internationaal filmfestival van Toronto. De film kreeg overwegend positieve kritieken van de filmcritici, met een score van 83% op Rotten Tomatoes, gebaseerd op 205 beoordelingen.